# Goeridae
Goéridés
Famille
Les Goeridae (goéridés en français) sont une famille d'insectes ptérygotes de l'ordre des trichoptères.

## Listes des taxons subordonnés
- Goera avec notamment :
  - Goera pilosa
- Silo, dont :
  - Silo nigricornis
  - Silo pallipes

Selon ITIS (24 mai 2010), cette famille comprendrait plusieurs sous-familles :
- sous-famille Goerinae  Ulmer, 1903
- sous-famille Larcasinae  Navas, 1917
- sous-famille Lepaniinae  Wiggins, 1973